# 屈米赛道
屈米赛道（芬蘭語：KymiRing）是一条位于芬兰伊蒂市镇的赛道，与科沃拉接壤，位于首都赫尔辛基东北110（68英里）处。“ 屈米”這個名稱來自賽道所在山谷的屈米河（Kymijoki）而取其名稱。這條赛道成为芬兰第一条拥有国际汽车联合会1级执照的赛道。
它计划将举办世界摩托车锦标赛芬兰大奖赛，在34年的缺席后将于2019年重返赛程。這條賽道於2019年8月19日正式開放，當日進行了小規模的世界摩托车锦标赛測試。
由于拥有1级执照，屈米赛道将能够举办任何国际汽联准许的比赛，例如一级方程式赛车，尽管举办一级方程式大奖赛最初被认为过于昂贵。